# تدوير النفايات

شعار إعادة تدوير النفايات

إعادة التدوير، معاودة التدوير، تدوير النفايات أو الرسكلة هي آلية موجود منذ القدم في الطبيعة، ففضلات بعض الكائنات الحية تعتبر غذاء لكائنات حية أخرى، وقد مارس الإنسان عملية إسترجاع النفايات منذ العصر البرونزي، حيث كان يذيب مواد معدنية لتحويلها إلى أدوات جديدة.
والمقصود بإعادة التدوير هو إعادة استخدام المخلفات؛
لإنتاج منتجات أخرى أقل جودة من المنتج الأصلي.
منذ أن فطنت المجتمعات إلى المشكلات البيئية، فإن العديد من البلدان إتخذت إجراءات لإعادة تدوير النفايات، ولإعادة تدويرالنفايات العديد من الفوائد فهي:
- تحمي الموارد الطبيعية.
- تقلص النفايات.
- تُوجد فرص عمل جديدة.
- تجعل شكل المكان أكثر جمالاً.

ومع ذلك توجد سلبيات في إعادة التدوير، منها:
- تكلفة اليد العاملة: حيث إن تحويل النفايات، يتطلب فرزها حسب نوعية التحويل (مواد سيلولوزية كالورق والورق المقوى (الكرتون)، مواد زجاجية كالقوارير الزجاجية....إلخ) وبالتالي إلى يد عاملة كثيرة، وحتى إذا كان هناك فرز أولي من قبل السكان (أي حاويات متخصصة لرمي كل نوع من أنواع النفايات)، فإن الفرز الثاني في مراكز التدقيق ضروري للحصول على فرز جيد لأنواع النفايات (بلاستيكية، زجاجية..إلخ). إن الأعباء الإضافية لهذه العملية تكون عادة على عاتق البلديات والجماعات المحلية، وبالتالي ضرورة وضع رسوم على رمي بعض النفايات.
- نوعية المواد المنتجة عن طريق استعمال مواد تحويل النفايات: إن بعض أنواع المنتجات تكون فيها نوعية المادة الأولية رديئة، حيث تم تحليلها عن طريق عملية الاسترجاع، فمثلا تحويل الورق يعطي لنا موادا سيلولوزية ذات نوعية أردأ، وبالتالي ورق جديد ذو نوعية متوسطة (هذا النوع من العمليات لا يستحسن تكرارها أكثر من عشرة مرات متتالية)، تحول بعض المواد البلاستيكية الملوثة لا يمكن استعمالها في التغليف الغذائي مثلاً.
- تفاقم كمية النفايات: بالرغم من أن عملية استرجاع النفايات تقلل من عمليات الدفن والحرق، إلا أنها ليست وحدها كافية لتقليص من إنتاج النفايات. ففي كندا مثلا عملية تحويل النفايات ارتفعت من 8% - 42% ما بين عامي 1988 و2002، ولكن تناسبا مع إنتاج النفايات الذي ظل هو الآخر في ارتفاع، حيث ارتفع من 640 كلغ/ سنة/ للفرد الواحد إلى 870 كلغ/ سنة/للفرد الواحد أي ارتفاع بنسبة 50%، وهو ما حصل تقريبا في فرنسا، حيث ارتفع بالضعف ما بين عامي 1980 و2005 ليصل 360 كلغ/ سنة /للفرد الواحد .

## نظرة عامة
يمكن تعريف إعادة التدوير على أنها عملية تحويل النفايات إلى مواد وعناصر جديدة. تُعتبر بديلًا عن التخلص «التقليدي» للنفايات، والذي يمكن أن يوفر المواد ويساعد على تقليل انبعاثات غازات الدفيئة. يمكن أن تمنع عملية إعادة التدوير هدر المواد المفيدة المحتملة، بل وتقلل من استهلاك المواد الخام الجديدة، ما يقلل من: استهلاك الطاقة، و تلوث الهواء (من عملية الاحتراق)، و تلوث المياه (من مكبات النفايات).
تُعد عملية إعادة التدوير عنصرًا رئيسيًا في الحد من تشكل نفايات جديدة، وهي المكون الثالث من التسلسل الهرمي «تقليل وإعادة استخدام وإعادة تدوير» النفايات. وبالتالي، تهدف عملية إعادة التدوير إلى الاستدامة البيئية عن طريق استبدال مدخلات المواد الخام وإعادة توجيه مخرجات النفايات إلى خارج النظام الاقتصادي.
وضعت المنظمة الدولية للمعايير «ISO» بعض المعايير المتعلقة بإعادة التدوير مثل آيزو 15270: 2008 الخاصة بنفايات البلاستيك، آيزو 14001: 201 الخاصة برقابة الإدارة البيئية لتطبيق إعادة التدوير.
تشمل المواد القابلة لإعادة التدوير العديد من أنواع الزجاج والورق والكرتون والمعادن والبلاستيك والإطارات المطاطية والمنسوجات والبطاريات والإلكترونيات. يُعد التسميد الطبيعي أو إعادة الاستخدام الأخرى للنفايات القابلة للتحلل الحيوي -مثل نفايات الطعام أو النفايات الخضراء- أيضًا شكلًا من أشكال إعادة التدوير . تُسلّم المواد المراد إعادة تدويرها إما إلى مركز إعادة التدوير المنزلي أو تُلقط عبر آلية رفع النفايات، ثم تُفرز وتُنظف وتُعاد معالجتها لتشكيل مواد جديدة مخصصة لتصنيع منتجات جديدة.
بالمعنى الدقيق للكلمة، توفر عملية إعادة تدوير المواد مصدرًا جديدًا للمادة نفسها، على سبيل المثال، يُحول ورق المكتب المُستخدم إلى ورق مكتب جديد، أو رغوة البوليسترين المستخدمة إلى بوليسترين جديد. يُحقق ذلك عند إعادة تدوير أنواع معينة من المواد، مثل العلب المعدنية، والتي يمكن تدويرها مرارًا وتكرارًا بلا نهاية، دون أن يُفقد نقاء المنتج. ومع ذلك، غالبًا ما يكون ذلك صعبًا أو مكلفًا للغاية (مقارنةً بإنتاج نفس المنتج من المواد الخام أو من مصادر أخرى)، لذا تتضمن عملية «إعادة التدوير» للعديد من المنتجات أو المواد، إعادة استخدامها في إنتاج مواد مختلفة (الورق المقوّى على سبيل المثال). يُعتبر استخراج بعض المواد من المنتجات المعقدة شكلًا آخر من أشكال إعادة التدوير، إما بسبب قيمتها الجوهرية (مثل الرصاص المُستخرج من بطاريات السيارات، أو الذهب المُستخرج من لوحات الدارات الإلكترونية المطبوعة)، أو بسبب طبيعتها الخطرة (مثل إزالة الزئبق وإعادة استخدامه من موازين ومنظمات الحرارة).

## نبذة تاريخية

### الأصول
تُعتبر عملية إعادة التدوير ممارسة شائعة على مر تاريخ البشرية، وذلك بعودة المؤرخين إلى أفكار أفلاطون في القرن الرابع قبل الميلاد. أظهرت الدراسات الأثرية لمكبات النفايات القديمة خلال الفترات التي كانت فيها الموارد شحيحة وصعبة المُنال، وجود كميات أقل من النفايات المنزلية (مثل الرماد، والأدوات المكسورة، والفخار)، ما يعني إعادة تدوير النفايات القديمة في غياب مواد جديدة.
يوجد هناك أدلة في أوقات ما قبل الصناعة، على جمع خردة تحوي البرونز ومعادن أخرى في أوروبا وصهرها لإعادة استخدامها بشكل مُستدام. سُجلت عملية إعادة تدوير الورق لأول مرة في عام 1031 عندما باعت المتاجر اليابانية الورق المعاد تدويره. جُمع الغبار والرماد المتطاير في بريطانيا، والناتج عن حرائق الخشب والفحم من قِبل «رجال الغبار»، وخُمدت بصفتها موادًا أساسية تُستخدم في صناعة الطوب. كان الدافع الرئيسي من إعادة تدوير هذه الأنواع هو الميزة الاقتصادية للحصول على المواد الخام المعاد تدويرها بدلًا من الحصول على المواد البكر، فضلًا عن ضعف إزالة النفايات العامة في المناطق المكتظة بالسكان أكثر من أي وقت مضى. طور المخترع بنجامين لو في عام 1813 عملية تحويل الملابس البالية إلى صوف «رديء» و «مونغو» في باتلي في يوركشاير. تجمع هذه المواد الألياف المُعاد تدويرها مع الصوف البكر.

### زمن الحرب
أُنشئت صناعات كيميائية في أواخر القرن التاسع، واختَرعت مواد جديدة (الباكليت [1907] على سبيل المثال)، والتي وعدت بتحويل مواد عديمة القيمة إلى مواد قيّمة. لم يكن بإمكانك مثلًا صنع محفظة حرير من أذن خنزير إلى أن نشرت الشركة الأمريكية آرثر دي. ليتل في عام 1921 «عن صنع محافظ حريرية من آذان الخنازير»، وبيّنت في بحثها: «عندما ترتدي الكيمياء وزرة العمل وتبدأ به تظهر قيم جديدة. تُفتح مسارات جديدة للوصول إلى الأهداف المرجوة».
شكلت إعادة التدوير (أو التخليص، كما عُرفت في ذلك الوقت)، مسألة هامة للحكومات طوال الحرب العالمية الثانية. أدت القيود المالية والنقص الكبير في المواد بسبب جهود الحرب، إلى ضرورة إعادة استخدام البضائع وإعادة تدوير المواد بالنسبة للدول. حفّز هذا النقص في الموارد الناجم عن الحربين العالميتين، وغيرهما من الأحداث المغيرة للعالم، إعادة التدوير إلى حد كبير.
طالبت صراعات الحرب بالكثير من الموارد المادية المتاحة، تاركة القليل للسكان المدنيين. أصبح من الضروري بالنسبة لمعظم المنازل إعادة تدوير نفاياتها، إذ قدمت إعادة التدوير مصدرًا إضافيًا للمواد يتيح للناس الاستفادة إلى أقصى حد مما هو متاح لهم. عَنت إعادة تدوير المواد المنزلية المزيد من الموارد لجهود الحرب وفرصًا أكبر للنصر .
نُفذّت حملات ترويج حكومية ضخمة، مثل حملة التخليص الوطنية في بريطانيا، وحملة التخليص من أجل النصر في الولايات المتحدة، على مستوى الجبهة الداخلية في كل دولة قتالية، وحثّت المواطنين على التبرع بالمعادن، والورق، والملابس البالية، والمطاط كمسألة وطنية.

### ما بعد الحرب العالمية الثانية
حصل استثمار كبير في إعادة التدوير في سبعينيات القرن العشرين، بسبب ارتفاع تكاليف الطاقة. تستهلك إعادة تدوير الألمنيوم 5% فقط من الطاقة اللازمة لإنتاج الخام فالزجاج والورق والمعادن الأخرى، كان ذلك أقل حيوية، ولكن حقق وفُورات مهمة للغاية في الطاقة، عند استخدام المواد الخام المعاد تدويرها.
لم يُسمع عن إعادة تدوير الإلكترونيات الاستهلاكية مثل التلفاز حتى أوائل عام 1991، على الرغم من شعبيتها في عشرينيات القرن العشرين. نُفّذ أول مخطط إلكتروني لإعادة تدوير النفايات في سويسرا بدءًا بمجموعة من الثلاجات القديمة، لكنه توسّع تدريجياً ليشمل جميع الأجهزة.
لم تمتلك العديد من الدول -بعد إعداد هذه المخططات- القدرة على التعامل مع الكمية الهائلة من النفايات الإلكترونية التي تولدها، أو مع طبيعتها الخطرة. بدأت في تصدير المشكلة إلى البلدان النامية دون تشريع بيئي نافذ. يعتبر ذلك أرخص، إذ يكلّف إعادة تدوير شاشات الكمبيوتر في الولايات المتحدة عشرة أضعاف التكاليف في الصين.
بدأ الطلب على النفايات الإلكترونية في آسيا بالنمو، عندما اكتشفت ساحات الخردة إمكانية استخراج مواد ثمينة مثل النحاس، والفضة، والحديد، والسيليكون، والنيكل، والذهب، أثناء عملية إعادة التدوير. شهدت الألفية الجديدة زيادة كبيرة في كل من بيع الأجهزة الإلكترونية ونموها كتدفق نفايات: إذ ازدادت النفايات الإلكترونية بشكل أسرع من أي نوع آخر من النفايات في الاتحاد الأوروبي في عام 2002. سبب هذا استثمارًا في المنشآت الآلية الحديثة، للتعامل مع تدفق الأجهزة الزائدة عن الحاجة، خاصة بعد تطبيق القوانين الصارمة في عام 2003.

## أهم أنواع إعادة التدوير
- عندما يكون المنتج مركب من عدة مواد سهلة التفكيك والاستعمال، يمكننا جمعها على سبيل المثال:
  - إعادة تدوير القوارير الزجاجية والمعدنية لصناعات أخرى جديدة.
  - إعادة تدوير الورق والكرتون (من المجلات والجرائد...) لصناعة ورق وكرتون آخر.
  - إعادة تدوير المواد النسيجية والالبسة.
  - إعادة تدوير إطارات السيارات غير القابلة للاستعمال لتحويلها إلى مواد مطاطية أخرى.
  - إعادة تدوير مواد الألمنيوم إلى ورق ألمنيوم للتغليف، بعض قطع السيارات.
  - إعادة تدوير الفولاذ إلى بعض مركبات السيارات، والأدوات، وكذلك تعليب المصبرات.
  - إعادة تدوير المواد البلاستيكية إلى مواد تعليب، أكياس، بعض أنواع الملابس، ألعاب، مواد منزلية...إلخ.
  - إعادة تدوير مياه الصرف الصحي إلى مياه صالحة بفضل محطات تطهير و تنقية المياه.

## أخطار النفايات على البيئة
تحلل النفايات يؤدي إلى تسرب ما تحتويه من سموم إلى مصادر المياه سواء كانت جوفية أو سطحية و تلوث التربة بصورة تؤثر على دورة الطعام إلى جانب تلوث مياه الشرب وبالتالي تمثل أخطاراً على سلامة الناس. كما أن النفايات تبعث غازات ملوثة للجو تؤدي إلى مخاطر كثيرة على الإنسان والنبات والمخلوقات الحية؛ إذ تؤثر على التنفس. هذا إلى جانب انبعاث الروائح الكريهة. كما أنها تؤذي النظر بما تسببه أكوام النفايات من طغيان على المناظر الطبيعية وتشويه للقيمة الجمالية التي يحرص الإنسان عليها.

## إحصائيات
لقد بلغ مستوى توليد نفايات ما بعد الاستهلاك في الولايات المتحدة الأمريكية إلى
160 مليون طن من النفايات الصلبة في العام أي 439 ألف طن يومياً مما يمثل تحديات
بيئية وهندسية خطيرة. وقد ازداد هذا المعدل إلى ما بين 180 و 200 مليون طن سنوياً
من عام 1988 إلي عام 1995 ؛ أي بمعدل 1814 إلى 1905 جرام في اليوم للفرد الواحد
وفي عام 2000 وصلت كميات النفايات إلى 216 مليون طن سنوياً أي بمعدل 1996
جرام في اليوم للفرد الواحد؛ أو ما يعادل 721 كيلوجرام من القمامة سنوياً. تلي الولايات
المتحدة الأمريكية أستراليا حيث ينتج الفرد الواحد 690 كيلوجرام وبعدها نيوزيلندا حيث
يتخلص الفرد سنوياً من 662 كيلوجرام من النفايات.
والمتوقع أن إنتاج الفرد في مدن المملكة العربية السعودية سنوياً من القمامة لن يقل
عن ذلك المعدل بكثير؛ في المتوسط؛ فإنتاج القمامة في المملكة في ازدياد مطرد، والسبب
ليس فقط ازدياد عدد سكان المملكة، ولكن لتغيير العادات الغذائية، فبدل من شراء أشياء
طازجة، يشتري الناس المعلبات من كل صنف ولون، ويساعد على تفشي العادات الاستهلاكية وجود صناعات غذائية وصلت إلى مستوى أن عّلبت الكثير من الأطعمة،
وانتهاء بالطبخات المحلية وحجم النفايات والتلوث قد زاد في الفترة من عام 1975 وحتى عام 2000 بنسبة
28 % في كل من اليابان والولايات المتحدة وألمانيا والنمسا وهولندا. وفي الوقت نفسه،
استهلكت هذه البلدان مزيدا من الموارد الطبيعية. ورغم أن التحول من الصناعات الثقيلة
إلى اقتصاد الالكترونيات تطلب استخدام قدر أقل من الموارد الطبيعية، إلا أن الوفر الذي
تحقق تبدد بفعل الطفرة الاقتصادية واتجاه المستهلكين لنمط حياة يعتمد على استهلاك قدر
أكبر من المواد والطاقة.

### تدوير النفايات في الوطن العربي
قدّرت دراسة اقتصادية صادرة عن جامعة الدول العربية في القاهرة حجم خسائر الدول العربية الناجم عن تجاهلها إعادة تدوير المخلفات بنحو 5 مليارات دولار سنوياً. موضحة أن كمية المخلفات في الوطن العربي تبلغ نحو 89.6 مليون طن سنوياً وتكفي لاستخراج نحو 14.3 مليون طن ورق قيمتها ملياران و 145 مليون دولار وإنتاج 1.8 مليون طن حديد خردة بقيمة 135 مليون دولار بالإضافة لحوالي 75 ألف طن بلاستيك قيمتها 1.4 مليار دولار. فضلاً عن 202 مليون طن قماش بقيمة 110 ملايين دولار وكذا إنتاج كميات ضخمة من الأسمدة العضوية والمنتجات الأخرى بقيمة تتجاوز مليارا و 225 مليون دولار.
وذكرت الدراسة التي أعدها الدكتور أحمد عبد الوهاب الحائز جائزة مجلس الوزراء العرب المسئولين عن البيئة أن الخسائر العربية لإهمال تدوير المخلفات لا تقف عند حد قيمة المنتجات التي يمكن الحصول عليها من عمليات إعادة التدوير وإنما تمتد إلى تكلفة دفن هذه المخلفات ومقاومة الآفات والحشرات الناتجة عنها. موضحة أن الدول العربية تنفق في هذا المجال نحو 2.5 مليار دولار سنوياً لمقاومة الأضرار الناتجة عن حوالي 1353 مليون طن من المخلفات الحيوانية و 196.5 مليون طن من المخلفات الزراعية مقابل 18870 مليون متر مكعب من مياه الصرف الصحي. مشيرة إلى أن إجمالي ما يتم جمعه من هذه المخلفات لا يوازي سوى 50% من حجمها . وأن تكلفة جمع ودفن هذه المخلفات تتجاوز 850 مليون دولار، فضلاً عن 1.7 مليار دولار أخرى لمقاومة الآثار البيولوجية والصحية والنفسية لتلك المخلفات.
ووصفت الدراسة الاستثمارات العربية الموظفة في مجال تدوير المخلفات بصفة عامة والصلبة بصفة خاصة بأنها متواضعة ومحدودة ولا تتجاوز 200 مليون دولار وأن معظم هذه المشروعات لا تتجاوز كونها محاولات فردية وبإمكانات ضعيفة في الوقت الذي يجب فيه إنشاء صناعات متكاملة وقوية قادرة على إعادة تدوير المخلفات والاستفادة مما تنتجه من ورق وزجاج وأسمدة وبلاستيك ومواد أخرى يمكن إدخالها كمستلزمات إنتاج في صناعات عديدة. مشيرة إلى أن الصناعة الحديثة تمكنت أخيرا من إعادة تدوير كافة أنواع المخلفات الصلبة والعضوية وأن صناعة تدوير المخلفات باتت من أهم الصناعات الواعدة في العالم حيث تستحوذ على 28% من إجمالي الاستثمارات الصناعية في الولايات المتحدة الأميركية و 23% في بريطانيا و 35% في ألمانيا.
وحسب تقرير لها ذكرت لجنة الأمم المتحدة الاقتصادية والاجتماعية لغرب آسيا التابعة لمنظمة الأمم المتحدة أن إنتاج دول جامعة الدول العربية يقدر بأكثر من 75 مليون طن من النفايات، وعلى الرغم من ذلك فإنه لا يوجد صناعة منظمة لاعادة تدوير النفايات في الوطن العربي.

## فوائد إعادة التدوير
إذاً، جميع هذه العمليات تقلل من الحاجة إلى ضرورة استنزاف المزيد من المصادر الطبيعية لاستخراج مواد أولية جديدة مثل:
1. قطع الأشجار لصناعة الورق....إلخ.
2. الفولاذ المسترجع يمكننا في الاقتصاد من استعمال الحديد واستنزاف المناجم من هذه المادة الحيوية.
3. كل طن من البلاستيك المسترجع يمكننا من اقتصاد 700 كلغ من البترول الخام.
4. استرجاع 1 كلغ من الألمنيوم يوفر لنا حوالي 8 كلغ من مادة البوكسيت و 4 كلغ من المواد الكيماوية و 14 كيلو وات / ساعة من الكهرباء.
5. كل طن من الكارتون المسترجع يمكننا من توفير 2.5 طن من خشب الغابات.
6. كل ورقة مسترجعة تقتصد لنا 1 ل من الماء، 2.5 وات/ ساعة من الكهرباء و 15 غرام من الخشب.

نظريا كل المواد قابلة للتحويل، ولكن اقتصاديا بعض أنواع التحويل تعتبر ذات مردود أقل، لذا لا يمكننا تحويل أي شيء فمثلا تكاليف تحويل المواد الإلكترونية مكلف جدا. وفي حالة عدم إمكانية استرجاع مادة من المواد، من الممكن استعمالها لإنتاج الطاقة بحرقها واستعمالها كوقود للتدفئة مثلا، كما يوجد إمكانية استخراج مادة غاز الميثان بواسطة عملية تحويل بعض المواد الغذائية وبعض الفضلات الموجود في محطات تنقية المياه.

## تصنيف البلاستيك قبل إعادة التدوير
بدأ وضع الأرقام والحروف على علب البلاستيك عام 1988 لمساعدة العاملين بإعادة الاستخدام على تصنيف أنواع البلاستيك، وذلك بمبادرة من SPI جمعية مصنعي البلاستيك الأمريكية.
والقصد توحيد المفاهيم ونظراً لأن الرمز يستهدف ما بعد الاستهلاك للمادة البلاستيكية فغالب ما يوجد على المنتجات المنزلية.
قواعد استخدام رمز إعادة التدوير
- التوافق مع القوانين المحلية
- أن تكون دلالة الرمز على نوع المادة البلاستيكة فقط
- أن يكون واضحاً ولا يؤثر على قرار المستهلك بالشراء
- أن لا يتم تغييره
- أن لا يرافق بادعاءات أخرى ككلمة قابل للتدوير قرب الرمز
- أن يصب أو يطبع على كل العبوات من 8 أونسات إلى 5 غالونات
- أن يوضع الرمز أسفل العبوة أقرب ما يكون للمركز

أرقام رمز إعادة تدوير البلاستيك
المثلث يعني قابل للتدوير وإعادة التصنيع، وكل رقم داخل المثلث يمثل مادة بلاستيكية معينة
1. الأول بولي إيتيلين تيرفتالات
2. الثاني بولي إيتيلين عالي الكثافة
3. الثالث بولي فينيل كلوريد
4. الرابع بولي إيتيلين منخفض الكثافة
5. الخامس بولي بروبيولين
6. السادس بولي ستيرين
7. السابع غيرها ؛ مزيج منها أو مركب بلاستيك مختلف عنها

## التشريع

### التزويد
يعدّ توفير إمدادات كبيرة ومستقرة من المواد القابلة لإعادة التدوير ذو أهمية بالغة، لنجاح برنامج إعادة التدوير. استُخدمت ثلاثة خيارات تشريعية لإنشاء مثل هذه الإمدادات: جمع القمامة الإلزامي لإعادة التدوير، وتشريع ودائع الحاويات، وحظر النفايات. تحدد قوانين جمع القمامة الإلزامي أهداف إعادة التدوير للمدن، وتكون عادةً في شكل تحويل نسبة معينة من مادة ما، من مجرى نفايات المدينة بحلول تاريخ محدد، وتعدّ المدينة مسؤولة عن العمل لتحقيق هذا الهدف.
يفرض قانون ودائع الحاويات رد أموال مقابل إعادة بعض الحاويات، كالزجاج والبلاستيك والمعدن. تُضاف تكلفة إضافية صغيرة عند شراء منتج في مثل هذه الحاوية، يمكن للمستهلك استردادها عند إعادة الحاوية إلى نقطة تجميع. نجحت هذه البرامج في الوصول إلى معدل إعادة تدوير بنسبة 80% في المتوسط. أدى هذا التحول في تكاليف الجمع من الحكومة المحلية إلى الصناعة والمستهلكين -رغم النتائج الجيدة- إلى نشوء معارضة قوية في بعض المناطق، كما في الأماكن التي يتحمل فيها المصنعون مسؤولية إعادة تدوير منتجاتهم. يتطلب توجيه النفايات الكهربائية والأجهزة الإلكترونية في الاتحاد الأوروبي من منتجي الأجهزة الإلكترونية الاستهلاكية سداد تكاليف القائمين على إعادة التدوير.
تتمثل إحدى الطرق البديلة لزيادة الإمداد من المواد المعاد تدويرها في حظر التخلص من بعض المواد كنفايات، والتي تتضمن غالبًا الزيوت المستعملة والبطاريات القديمة والإطارات ونفايات الحدائق. يمكن أن يخلق ذلك اقتصادًا حيويًا للتخلص المناسب من المنتجات. يجب توخي الحذر حول وجود ما يكفي من خدمات إعادة التدوير لتلبية الإمداد، أو قد يتسبب هذا الحظر في زيادة الإغراق غير القانوني.

### الطلب بتكليف حكومي
استُخدمت أربعة أشكال من التشريعات لزيادة الطلب على المواد المعاد تدويرها والحفاظ عليه: متطلبات الحد الأدنى من المحتوى المعاد تدويره، ومعدلات الاستخدام، وسياسات الشراء، ووضع الملصقات على المنتجات المعاد تدويرها.
تؤدي كل من متطلبات الحد الأدنى من المحتوى المعاد تدويره ومعدلات الاستخدام إلى زيادة الطلب عن طريق إجبار الشركات المصنعة على تضمين إعادة التدوير في عملياتها. تحدد تفويضات المحتوى وجوب تضمين المواد المعاد تدويرها بنسبة معينة في المنتجات الجديدة. تعد معدلات الاستخدام خيارًا أكثر مرونة: يمكن للصناعات تحقيق أهداف إعادة التدوير في أي نقطة من عملياتها، أو حتى التعاقد على إعادة التدوير مقابل أرصدة قابلة للتداول. يستشهد معارضو هذه الأساليب بالزيادة الكبيرة في متطلبات إعداد التقارير، ويدعون أنها تسلب الصناعة مرونتها.
استخدمت الحكومات قوتها الشرائية لزيادة الطلب على إعادة التدوير من خلال «سياسات الشراء». تتضمن هذه السياسات إما «حصصًا مخصصة»، والتي تحتفظ بقدر معين من الإنفاق على المنتجات المعاد تدويرها، أو برامج «التفضيل السعري» التي توفر ميزانيات أكبر عند شراء العناصر المعاد تدويرها. يمكن أن تستهدف اللوائح الإضافية حالات محددة: تفرض وكالة حماية البيئة في الولايات المتحدة مثلًا، شراء النفط والورق والإطارات وعزل المباني من مصادر معاد تدويرها أو إعادة تكريرها كلما أمكن ذلك.
يتمثل القانون الحكومي النهائي تجاه زيادة الطلب بوضع الملصقات على المنتجات المعاد تدويرها. عندما يُطلب من المنتجين وسم عبواتهم بكمية المواد المعاد تدويرها التي تحتويها (بما في ذلك العبوة)، يمكن للمستهلكين تحديد خياراتهم بصورة واعية. يمكن للمستهلكين الذين يتمتعون بقوة شرائية كافية اختيار خيارات أكثر وعيًا بالبيئة، مما يدفع المنتجين إلى زيادة المواد المعاد تدويرها في منتجاتهم وزيادة الطلب. يمكن أن يكون لملصقات إعادة التدوير القياسية أيضًا تأثير إيجابي على توريد المواد المعاد تدويرها عندما تحدد كيف يمكن إعادة تدوير المنتج وفي أي مكان.

## المواد الجاهزة لإعادة التدوير
تُعرف «مادة إعادة التدوير» بالمادة الخام التي تُرسل إلى معمل إعادة التدوير أو مرفق استرداد المواد وتُعالج فيهما، بحيث يمكن استخدامها في إنتاج مواد ومنتجات جديدة. يمكن استخدام العبوات البلاستيكية مثلًا في تصنيع حبيبات بلاستيكية وأقمشة اصطناعية.

### جودة مواد إعادة التدوير
تعد جودة مواد إعادة التدوير من التحديات الرئيسية لنجاح رؤية طويلة الأجل للاقتصاد الأخضر وتحقيق هدف التخلص من النفايات نهائيًا. تشير عمومًا إلى مقدار ما تتكون منه المواد المستهدفة، مقابل المواد غير المستهدفة والمواد غير القابلة لإعادة التدوير. يتميز الفولاذ وكذلك المعادن الأخرى بجودة أعلى في إعادة التدوير، إذ تشير التقديرات إلى أن ثلثي الفولاذ الجديد يُصنع من الفولاذ المعاد تدويره. يُعاد تدوير المواد المستهدفة فقط، لذا فإن الكميات الكبيرة من المواد غير المستهدفة وغير القابلة لإعادة التدوير يمكن أن تقلل من كمية المنتجات المعاد تدويرها.
يمكن لنسبة عالية من المواد غير المستهدفة وغير القابلة لإعادة التدوير أن تزيد من صعوبة تحقيق إعادة التدوير «عالية الجودة»، وإذا كانت إعادة التدوير ذات نوعية رديئة، يُرجح أن ينتهي بها الأمر إلى التدوير لإنتاج منتج أقل قيمة، أو إرسالها إلى خيارات الاسترداد الأخرى أو دفنها في الحالات الاضطرارية. وُضعت قيود صارمة على دخول الزجاج الملون في عملية إعادة الصهر مثلًا، وذلك لتسهيل إعادة تصنيع منتجات الزجاج الشفاف. كما هو الحال أيضًا في تدوير البلاستيك إلى منتجات أقل جودة، إذ يُعاد تدوير منتجات مثل عبوات المواد الغذائية البلاستيكية إلى منتجات أقل جودة، ولا يُعاد تدويرها إلى نفس الشكل الذي كانت عليه.
لا تدعم جودة المواد الجاهزة لإعادة التدوير، إعادة التدوير عالية الجودة فحسب، يمكنها أيضًا تقديم فوائد بيئية كبيرة عن طريق تقليل المنتجات وإعادة استخدامها وإبعادها عن مدافن النفايات. يمكن أن تدعم إعادة التدوير عالية الجودة النمو الاقتصادي من خلال تعظيم قيمة مواد النفايات. تعود مستويات الدخل المرتفعة من بيع مواد إعادة التدوير عالية الجودة غالبًا، بقيمة كبيرة على الحكومات المحلية والأسر والشركات. يمكن أن تؤدي متابعة إعادة التدوير عالية الجودة أيضًا إلى تعزيز ثقة المستهلك والأعمال في قطاع إدارة النفايات والموارد، وقد يشجع الاستثمار فيه.
تتوفر العديد من الإجراءات على طول سلسلة تزويد إعادة التدوير، التي يُحتمل أن يؤثر كل منها على جودة إعادة التدوير. يمكن لمنتجي النفايات الذين يضعون نفايات غير مستهدفة وغير قابلة لإعادة التدوير في مجموعات إعادة التدوير أن يؤثروا على جودة التدفقات النهائية لإعادة التدوير، ويتطلبون جهودًا إضافية للتخلص من تلك المواد في مراحل لاحقة من عملية إعادة التدوير. يُحتمل أن تفضي أنظمة التجميع المختلفة إلى مستويات مختلفة من التلوث.
يلزم بذل جهد إضافي عندما تُجمع عدة مواد معًا، لفرزها في تيارات منفصلة، ويمكن أن تقلل كثيرًا من جودة المنتجات النهائية. يمكن أن يؤدي نقل المواد وضغطها أيضًا إلى زيادة صعوبة العملية. ما تزال مرافق الفرز غير فعالة بنسبة 100% في فصل المواد، رغم التطورات التقنية وجودة إعادة التدوير.
تصبح المواد عندما تُخزن خارجًا عرضة للرطوبة، ويمكن أن تسبب مشاكلًا في إعادة المعالجات. قد تكون هناك حاجة إلى مزيد من خطوات الفرز لتقليل كمية المواد غير المستهدفة وغير القابلة لإعادة التدوير بشكل مرض.

### خطة عمل جودة مواد إعادة التدوير (اسكتلندا)
تقترح خطة عمل جودة مواد إعادة التدوير في اسكتلندا عددًا من الإجراءات التي تريد الحكومة الإسكتلندية اتخاذها لزيادة جودة المواد التي تُجمع لإعادة التدوير وفرزها في مرافق الاسترداد، قبل تصديرها أو بيعها في سوق إعادة المعالجة. تشمل أهداف الخطة:

## إعادة تدوير المعادن
إعادة تدوير المعادن هي عملية جمع وفرز وفرز المعادن المستعملة والمتضررة.
وفقًا لدراسة أجراها المعهد الأمريكي، يمكن إعادة تدوير المعادن عدة مرات دون أن تفقد خصائصها، والحديد هو أكثر المعادن معاد تدويرها حول العالم،
بالإضافة إلى الذهب والنحاس والفضة والألمنيوم.

### مراحل إعادة تدوير المعادن

#### مرحلة جمع المعادن
في هذه المرحلة ويتم جمع الخردة من مصادرها المختلفة أو من خلال مراكز صيانة السيارات أو الأفراد الذين يجمعون الخردة من ر أو من خلال العمال المعينة لجمع:

#### مرحلة الفرز
=في هذه المرحلة، يتم فرز الخردة وتصنيفها لتحديد قيمة كل منها والتي يمكنك بيعها للأشخاص الذين قد يحتاجون إليها، والتي يمكنك إرسالها إلى محطات إعادة التدوير، بالإضافة إلى الفرز والفصل بين الأنواع. يمكنك أيضا استخدام الألوان لجعل الفرز أسهل، على سبيل المثال: الفضة عادة ما يكون الألومنيوم، والأصفر عادة ما يكون النحاس.

#### =ىمعالجة المعادن
في هذه المرحلة تمزيق المعدن استعدادا لاستعدادا لتصفيتها، بحيث لا تستهلك المزيد من الطاقة في عملية إعادة التدوير، يتم تحويل الصلب عادة إلى كتل، والألمنيوم أيضا في أوراق

#### مرحلة الانصهار
يتم صهر كل نوع من المعادن في فرن كبير خاص به، مع العلم أن هذه العملية تستهلك طاقة أقل من الطاقة المستخدمة لإنتاج معادن جديدة.  يعتمد وقت هذه العملية على حجم الفرن ودرجة الحرارة، وقد تتراوح من عدة دقائق إلى عدة ساعات.  تنقية المنتج، في هذه المرحلة يتم تنقية المعادن التي يتم إعادة تدويرها من أي شوائب.

### مرحلة التبريد وتشكيل المعادن
في هذه المرحلة، يتم نقل المعادن بعد الصهر إلى قوالب إعادة التشكيل، حيث يمكن استخدامها لصنع أي أشكال من المعادن عن طريق قوالب معدة وجاهزة للتشكيل في سائلها.

### أنواع المعادن التي يمكن إعادة تدويرها
عند الحديث عن المعادن، يمكن تقسيمها إلى ثلاث فئات:
1. المعادن الحديدية: مثل الحديد والكربون، والصلب، والحديد المطاوع، والخلائط المعدنية، والحديد الزهر.
2. المعادن الثانية غير الخصبة: مثل النحاس والزنك والألمنيوم والرصاص والقصدير والزنك.
3. المعادن الثمينة غير الحديدية: مثل الذهب والفضة والبلاتين والإيريديوم والبلاديوم.

### أهمية إعادة تدوير المعادن
1. الحفاظ على الموارد الطبيعية يتم استخراج المعادن من الأرض من خلال عملية تسمى التعدين، وبمرور الوقت تميل المناطق المحفورة إلى الجفاف وينتقل عمال المناجم إلى مناطق أخرى بحثًا عن المعادن لاستخراجها، مما يعني أنه إذا لم يتم إيقاف هذا الاتجاه أو غير الخاضعة للرقابة، فإن معظم المناطق بها ثقوب ضخمة. 2. الحد من الانبعاثات يحافظ إعادة تدوير المعادن على الموارد الطبيعية عن طريق الحد من انبعاثات غازات الاحتباس الحراري و
باستخدام أقل من معدن المعدن الخام الخام، يبدأ إنتاج المعدن الجديد أكبر بكثير من
انبعاثات غازات الاحتباس الحراري مقارنة بمنتجات المعادن المعاد تدويرها. التنمية الاقتصادية
3. إدارة استهلاك الطاقة كمية الطاقة التي يتم توفيرها مع مختلف المعادن المعاد تدويرها مقارنة بالعذرية تصل إلى 92٪ للألمنيوم و 90٪ للنحاس و 56٪ من فولاذ، وفقًا لوكالة حماية البيئة الأمريكية إذا أعدنا تدوير سلاح صينية من الألومنيوم، فإننا نساعد في توفير الطاقة بشكل كافٍ لتشغيل مصباح كهربائي 60 جدارًا لأكثر من أربع ساعات، ويمكن استخدام الطاقة التي يتم توفيرها لأغراض أخرى في الاقتصاد
4. تحسين جودة الهواء والمياه الجوفية في مياه المخلفات في انبعاثات غازات الاحتباس الحراري، حيث يتم رسم الخرائط لها
يتم استخدام المعادن لتقليل هذه النتيجة الخبيثة، وكذلك عندما يتم دفن القمامة في النفايات، فإنها يمكن أن تلوث
التربة والطريقة في نهاية المطاف إلى إمدادات المياه عندما يحمل المطر إلى الخزانات التي تحتوي على مياه الشرب
5. الفرص التجارية في إعادة تدوير المعادن
6. إفساح المجال في مدافن النفايات للمواد غير القابلة لإعادة التدوير

## رموز إعادة التدوير
من أجل تلبية احتياجات جهات إعادة التدوير مع تزويد المصنعين بنظام متسق وموحد، تم تطوير نظام ترميز. تم تقديم رمز إعادة التدوير للبلاستيك في عام 1988 من قبل صناعة البلاستيك من خلال جمعية صناعة البلاستيك. نظرًا لأن برامج إعادة التدوير البلدية تستهدف تقليديًا العبوات - خاصة الزجاجات والحاويات - فقد وفر نظام ترميز الراتنج وسيلة لتحديد محتوى الراتنج في الزجاجات والحاويات التي توجد عادة في مجرى النفايات المنزلية.
في الولايات المتحدة، تُطبع المنتجات البلاستيكية بأرقام من 1 إلى 7 حسب نوع الراتنج. النوع 1 (بولي إيثيلين تيريفثاليت) يوجد عادةً في زجاجات المشروبات الغازية والمياه. يوجد النوع 2 (بولي إيثيلين عالي الكثافة) في معظم المواد البلاستيكية الصلبة مثل أباريق الحليب وزجاجات منظفات الغسيل وبعض أواني الأطباق. النوع 3 (بولي فينيل كلورايد) يشمل عناصر مثل زجاجات الشامبو وستائر الاستحمام وأطواق الهولا هولا هوب وبطاقات الائتمان والبطاقات الائتمانية والسترات السلكية والمعدات الطبية والجوانب والأنابيب. النوع 4 (بولي إيثيلين منخفض الكثافة) يوجد في أكياس التسوق، والزجاجات القابلة للعصر، وأكياس الحمل، والملابس، والأثاث، والسجاد. النوع 5 هو البولي بروبلين ويوجد في زجاجات الشراب والقش وعلب تابروير وبعض قطع غيار السيارات. النوع 6 هو البوليسترين ويشكل صواني اللحوم، وعلب البيض، والحاويات الصدفية، وعلب الأقراص المدمجة. النوع 7 يشمل جميع أنواع البلاستيك الأخرى مثل المواد البلاستيكية الأخرى مثل المواد المضادة للرصاص، وزجاجات المياه سعة 3 و5 غالونات، وإطارات الهواتف المحمولة والأجهزة اللوحية، ونظارات السلامة والنظارات الشمسية. إن وجود رمز إعادة التدوير أو شعار أسهم المطاردة على مادة ما لا يعد مؤشرًا تلقائيًا على أن المادة قابلة لإعادة التدوير بل هو تفسير لماهية المادة. النوعان 1 و2 هما الأكثر شيوعاً في إعادة التدوير.

## تحليل التكلفة والعائد
بالإضافة إلى التأثير البيئي، هناك جدل حول ما إذا كانت إعادة التدوير فعالة اقتصاديًا. فوفقًا لدراسة أجراها مجلس الدفاع عن الموارد الطبيعية، فإن جمع النفايات والتخلص من النفايات والتخلص منها في مدافن النفايات يخلق أقل من وظيفة واحدة لكل 1000 طن من النفايات التي تتم إدارتها؛ وعلى النقيض من ذلك، فإن جمع ومعالجة وتصنيع المواد المعاد تدويرها يخلق ما بين 6 إلى 13 وظيفة أو أكثر لكل 1000 طن. ووفقًا لدراسة المعلومات الاقتصادية لإعادة التدوير في الولايات المتحدة. دراسة المعلومات الاقتصادية لإعادة التدوير في الولايات المتحدة الأمريكية، هناك أكثر من 50,000 منشأة لإعادة التدوير خلقت أكثر من مليون وظيفة في الولايات المتحدة الأمريكية. وأفادت الرابطة الوطنية للنفايات وإعادة التدوير (NWRA) في مايو 2015 أن إعادة التدوير والنفايات أحدثت تأثيرًا اقتصاديًا بقيمة 6.7 مليار دولار أمريكي في ولاية أوهايو بالولايات المتحدة الأمريكية, ووظفت 14,000 شخص. ويصنف الاقتصاديون هذه العمالة الإضافية المستخدمة كتكلفة وليس كفائدة حيث كان من الممكن توظيف هؤلاء العمال في أماكن أخرى؛ ولا تزال فعالية تكلفة خلق هذه الوظائف الإضافية غير واضحة.
في بعض الأحيان، وجدت المدن أن إعادة التدوير توفر الموارد مقارنة بالطرق الأخرى للتخلص من النفايات. بعد عامين من إعلان مدينة نيويورك أن تنفيذ برامج إعادة التدوير سيكون "استنزافًا للمدينة"، أدرك قادة مدينة نيويورك أن نظام إعادة التدوير الفعال يمكن أن يوفر للمدينة أكثر من 20 مليون دولار. غالبًا ما ترى البلديات فوائد مالية من تنفيذ برامج إعادة التدوير، ويرجع ذلك إلى حد كبير إلى انخفاض تكاليف مدافن النفايات. ووجدت دراسة أجرتها الجامعة التقنية في الدنمارك وفقًا لمجلة الإيكونوميست أنه في 83% من الحالات، تعتبر إعادة التدوير الطريقة الأكثر كفاءة للتخلص من النفايات المنزلية. ومع ذلك، خلص تقييم أجراه معهد التقييم البيئي الدنماركي في عام 2004 إلى أن الحرق هو الطريقة الأكثر فعالية للتخلص من حاويات المشروبات، حتى تلك المصنوعة من الألومنيوم.
الكفاءة المالية منفصلة عن الكفاءة الاقتصادية. لا يشمل التحليل الاقتصادي لإعادة التدوير ما يسميه الاقتصاديون العوامل الخارجية: التكاليف والفوائد غير المسعرة التي تعود على الأفراد خارج المعاملات الخاصة. وتشمل الأمثلة على ذلك تقليل تلوث الهواء وغازات الاحتباس الحراري الناتجة عن الحرق وتقليل تسرب النفايات من مدافن النفايات. وبدون آليات مثل الضرائب أو الإعانات، فإن الشركات والمستهلكين الذين يتبعون منافعهم الخاصة سيتجاهلون العوامل الخارجية على الرغم من التكاليف المفروضة على المجتمع. إذا لم يتم تنظيم التلوث الناجم عن مدافن النفايات والمحارق بشكل كافٍ، فإن هذه الطرق للتخلص من النفايات تبدو أرخص مما هي عليه في الواقع، لأن جزءًا من تكلفتها هو التلوث الذي يفرضه على الناس في المناطق المجاورة. وبالتالي، دفع المدافعون إلى سن تشريعات لزيادة الطلب على المواد المعاد تدويرها. وقد خلصت وكالة حماية البيئة الأمريكية (EPA) إلى تأييد إعادة التدوير، قائلة إن جهود إعادة التدوير قللت من انبعاثات الكربون في البلاد بصافي 49 مليون طن متري في عام 2005. وفي المملكة المتحدة، ذكر برنامج العمل المتعلق بالنفايات والموارد أن جهود إعادة التدوير في بريطانيا العظمى تقلل من انبعاثات ثاني أكسيد الكربون بمقدار 10-15 مليون طن سنويًا. والسؤال المطروح بالنسبة للكفاءة الاقتصادية هو ما إذا كان هذا التخفيض يستحق التكلفة الإضافية لإعادة التدوير، وبالتالي يجعل الطلب المصطنع الذي يخلقه التشريع جديرًا بالاهتمام.
يجب تلبية بعض المتطلبات لكي تكون إعادة التدوير مجدية اقتصاديًا وفعالة بيئيًا. وتشمل هذه المتطلبات مصدراً كافياً للمواد المعاد تدويرها، ونظاماً لاستخراج تلك المواد المعاد تدويرها من مجرى النفايات، ومصنعاً قريباً قادراً على إعادة معالجة المواد المعاد تدويرها، وطلباً محتملاً على المنتجات المعاد تدويرها. وغالبًا ما يتم تجاهل هذين الشرطين الأخيرين - فبدون وجود سوق صناعي للإنتاج باستخدام المواد المجمعة وسوق استهلاكية للسلع المصنعة، فإن إعادة التدوير غير مكتملة وفي الواقع هي مجرد "تجميع".
وقد أشار جوليان سايمون، عالم اقتصاد السوق الحر، إلى أن "هناك ثلاث طرق يمكن للمجتمع من خلالها تنظيم عملية التخلص من النفايات: (أ) الأمر و(ب) التوجيه بالضرائب والإعانات، و(ج) ترك الأمر للفرد والسوق". ويبدو أن هذه المبادئ تقسم المفكرين الاقتصاديين اليوم.
يفضل فرانك أكرمان مستوى عالٍ من التدخل الحكومي لتوفير خدمات إعادة التدوير. ويعتقد أن فائدة إعادة التدوير لا يمكن قياسها بشكل فعال من خلال اقتصاديات عدم التدخل التقليدية. يدعم ألين هيرشكويتز التدخل، قائلاً إنها خدمة عامة مساوية للتعليم والشرطة. ويجادل بأنه يجب على المصنعين تحمل المزيد من عبء التخلص من النفايات.
يؤيد بول كالكوت ومارغريت وولز الخيار الثاني. فمن شأن نظام استرداد الودائع ورسوم النفايات الصغيرة أن يشجع على إعادة التدوير ولكن ليس على حساب الإغراق غير القانوني. ويخلص توماس سي كينامان إلى أن فرض ضريبة على مدافن القمامة سيجبر المستهلكين والشركات والمجالس على إعادة التدوير بشكل أكبر.
يكره معظم مفكري السوق الحرة الدعم والتدخل، بحجة أنهما يهدران الموارد. والحجة العامة هي أنه إذا كانت المدن تتقاضى التكلفة الكاملة لجمع القمامة، فإن الشركات الخاصة يمكنها إعادة تدوير أي مواد تتجاوز فائدة إعادة تدويرها التكلفة (مثل الألومنيوم) ولا تعيد تدوير مواد أخرى تكون الفائدة منها أقل من التكلفة (مثل الزجاج). ومن ناحية أخرى، غالبًا ما تقوم المدن بإعادة التدوير حتى عندما لا تتلقى ما يكفي من الورق أو البلاستيك لدفع تكاليف جمعه، بل يجب أن تدفع لشركات إعادة التدوير الخاصة لتقوم بإعادة تدويره من بين أيديها. ويرى تيري أندرسون ودونالد ليل أن جميع برامج إعادة التدوير يجب أن تدار من قبل القطاع الخاص، وبالتالي لن تعمل إلا إذا كانت الأموال التي يتم توفيرها من إعادة التدوير تتجاوز تكاليفها. يجادل دانييل ك. بنيامين بأن إعادة التدوير تهدر موارد الناس وتقلل من ثروة السكان. ويشير إلى أن إعادة التدوير يمكن أن تكلف المدينة أكثر من ضعف تكلفة مدافن النفايات، وأن مدافن النفايات في الولايات المتحدة تخضع لتنظيم شديد لدرجة أن آثار التلوث فيها لا تذكر، وأن عملية إعادة التدوير تولد أيضًا تلوثًا وتستخدم طاقة، قد تكون أو لا تكون أقل من الإنتاج البكر.

## معدلات المشاركة العامة
تشمل التغييرات التي ثبت أنها تزيد من معدلات إعادة التدوير ما يلي:
- إعادة التدوير أحادي المسار
- الدفع عند رمي القمامة

في دراسة أجرتها عالمة النفس الاجتماعي شون بيرن، تبين أن الاتصال الشخصي مع الأفراد داخل الحي هو الطريقة الأكثر فعالية لزيادة إعادة التدوير داخل المجتمع. في دراستها، طلبت من 10 من قادة الأحياء التحدث إلى جيرانهم وإقناعهم بإعادة التدوير. وتم إرسال منشورات إلى مجموعة مقارنة للترويج لإعادة التدوير. وقد تبين أن الجيران الذين تم الاتصال بهم شخصياً من قبل قادة الأحياء قاموا بإعادة التدوير أكثر بكثير من المجموعة التي لم يتم الاتصال بهم شخصياً. وكنتيجة لهذه الدراسة، يعتقد شون بيرن أن الاتصال الشخصي ضمن مجموعة صغيرة من الأشخاص عامل مهم في التشجيع على إعادة التدوير. دراسة أخرى قام بها ستيوارت أوسكامب تدرس تأثير الجيران والأصدقاء على إعادة التدوير. وقد وجد في دراسته أن الأشخاص الذين لديهم أصدقاء وجيران يقومون بإعادة التدوير كانوا أكثر عرضة لإعادة التدوير أيضًا من أولئك الذين ليس لديهم أصدقاء وجيران يقومون بإعادة التدوير.
أنشأت العديد من المدارس نوادي للتوعية بإعادة التدوير من أجل إعطاء الطلاب الصغار نظرة ثاقبة حول إعادة التدوير. وتعتقد هذه المدارس أن هذه النوادي تشجع الطلاب بالفعل ليس فقط على إعادة التدوير في المدرسة ولكن في المنزل أيضاً.
تختلف إعادة تدوير المعادن بشكل كبير حسب النوع. فلدى التيتانيوم والرصاص معدلات إعادة تدوير عالية للغاية تزيد عن 90%. أما النحاس والكوبالت فللنحاس والكوبالت معدلات عالية لإعادة التدوير تبلغ حوالي 75%. يتم إعادة تدوير حوالي نصف الألومنيوم فقط. ومعظم المعادن المتبقية لديها معدلات إعادة تدوير أقل من 35%، في حين أن 34 نوعًا من المعادن لديها معدلات إعادة تدوير أقل من 1%.
”بين عامي 1960 و2000، زاد الإنتاج العالمي من راتنجات البلاستيك 25 مرة عن كميته الأصلية، في حين أن استرداد المادة ظل أقل من 5 في المائة." 131 تناولت العديد من الدراسات سلوك إعادة التدوير واستراتيجيات تشجيع مشاركة المجتمع في برامج إعادة التدوير. وقد قيل أن سلوك إعادة التدوير ليس سلوكًا طبيعيًا لأنه يتطلب تركيزًا وتقديرًا للتخطيط طويل الأجل، في حين أن البشر قد تطوروا ليكونوا حساسين لأهداف البقاء على المدى القصير؛ وأنه للتغلب على هذا الاستعداد الفطري، فإن الحل الأفضل هو استخدام الضغط الاجتماعي لإجبار المشاركة في برامج إعادة التدوير. ومع ذلك، فقد خلصت الدراسات الحديثة إلى أن الضغط الاجتماعي لا يعمل في هذا السياق. أحد أسباب ذلك هو أن الضغط الاجتماعي يعمل بشكل جيد في المجموعات الصغيرة التي يتراوح عدد أفرادها بين 50 و150 فردًا (وهو أمر شائع لدى الشعوب البدوية التي تعيش على الصيد والقطاف) ولكن ليس في المجتمعات التي يصل عددها إلى الملايين، كما نرى اليوم. والسبب الآخر هو أن إعادة التدوير الفردي لا يتم على مرأى من الجمهور.
وبعد تزايد شعبية جمع المواد القابلة لإعادة التدوير التي يتم إرسالها إلى نفس مدافن القمامة التي يتم إرسالها إلى مكبات النفايات، استمر بعض الناس في وضع المواد القابلة لإعادة التدوير في سلة المواد القابلة لإعادة التدوير.

## الانتقادات والردود
يشكك المنتقدون في صافي الفوائد الاقتصادية والبيئية لإعادة التدوير مقارنة بتكاليفها، ويشيرون إلى أن مؤيدي إعادة التدوير غالباً ما يزيدون الأمور سوءاً ويعانون من التحيز التأكيدي. على وجه التحديد، يجادل المنتقدون بأن التكاليف والطاقة المستخدمة في الجمع والنقل تنتقص من (وتفوق) التكاليف والطاقة الموفرة في عملية الإنتاج؛ كما أن الوظائف التي تنتجها صناعة إعادة التدوير يمكن أن تكون بديلاً ضعيفًا للوظائف المفقودة في قطع الأشجار والتعدين والصناعات الأخرى المرتبطة بالإنتاج؛ وأن مواد مثل لب الورق لا يمكن إعادة تدويرها إلا بضع مرات قبل أن يمنع تدهور المواد من إعادة التدوير مرة أخرى.
يشير الصحفي جون تيرني إلى أن إعادة تدوير النفايات من المنازل أكثر تكلفة بشكل عام بالنسبة للبلديات من إرسالها إلى مكب النفايات، وأن "إعادة التدوير قد تكون أكثر الأنشطة تبديدًا للنفايات في أمريكا الحديثة."

يأتي جزء كبير من الصعوبة الكامنة في إعادة التدوير من حقيقة أن معظم المنتجات غير مصممة مع أخذ إعادة التدوير في الاعتبار. يهدف مفهوم التصميم المستدام إلى حل هذه المشكلة، وقد تم وضعه في كتاب "من المهد إلى المهد" الصادر عام 2002: إعادة صنع الطريقة التي نصنع بها الأشياء للمهندس المعماري ويليام ماكدونو والكيميائي مايكل براونجارت. ويقترحان أن يكون لكل منتج (وكل العبوات التي يتطلبها) دورة "حلقة مغلقة" كاملة لكل مكون - وهي طريقة يعود فيها كل مكون إما إلى النظام البيئي الطبيعي من خلال التحلل الحيوي أو يعاد تدويره إلى أجل غير مسمى.
  إعادة التدوير الكامل أمر مستحيل من الناحية العملية. وباختصار، لا تؤدي استراتيجيات الاستبدال وإعادة التدوير إلا إلى تأخير استنفاد المخزونات غير المتجددة، وبالتالي قد تكسب الوقت في الانتقال إلى الاستدامة الحقيقية أو القوية، والتي لا يمكن ضمانها في نهاية المطاف إلا في اقتصاد قائم على الموارد المتجددة

   - م. ه. هويسمان، 2003
في حين أن إعادة التدوير تحول دون دخول النفايات مباشرة إلى مواقع طمر النفايات، فإن إعادة التدوير الحالية تفتقد إلى المكونات المشتتة. ويعتقد النقاد أن إعادة التدوير الكامل غير عملي لأن النفايات المشتتة بشكل كبير تصبح مخففة لدرجة أن الطاقة اللازمة لاستعادتها تصبح مفرطة بشكل متزايد.
وكما هو الحال بالنسبة للاقتصاديات البيئية، يجب توخي الحذر لضمان رؤية كاملة للتكاليف والفوائد التي ينطوي عليها الأمر. وعلى سبيل المثال، فإن تغليف المنتجات الغذائية بالورق المقوى أسهل في إعادة التدوير من معظم البلاستيك، ولكنه أثقل في الشحن وقد يؤدي إلى مزيد من النفايات الناتجة عن التلف.

## مساوئ إعادة التدوير
• إعادة تدوير رأس المال الكبير ليست عملية منخفضة التكلفة بأي حال من الأحوال.  يتطلب بناء وحدة إعادة تدوير النفايات رأس مال كبير، بالإضافة إلى التكاليف الأخرى المتعلقة بشراء المركبات، وتحديث وحدة إعادة التدوير وتدريب السكان المحليين من خلال توفير برامج مفيدة وندوات ومواقع إعادة التدوير غير صحية وغير آمنة.
• تحتوي مواقع إعادة تدوير النفايات على كمية هائلة من النفايات التي تشكل أساسًا لانتشار الأمراض المعدية، ويمكن أن تحتوي النفايات أيضًا على مواد كيميائية خطرة.  تؤدي تلوث المسطحات المائية ومياه الشرب. 
بعض المنتجات المعاد تدويرها ليست جيدة
• المنتجات المعاد تدويرها ليست متساوية في الجودة، هذا النوع من المنتجات مصنوع من مواد تم جمعها من الجبال أو المواد التي تم الإفراط في استخدامها، وهذا
يجعل من هذا القبيل المنتجات ذات جودة أقل وبأسعار منخفضة التكلفة
• يمكن أن تكون إعادة التدوير باهظة الثمن في بعض الأحيان، وفي بعض الأحيان تكون هناك حاجة إلى وحدة جديدة، مما يعني زيادة التكاليف المتعلقة ببنائها أو تطوير مرافق المعالجة.
نطاق صغير
• على الرغم من مزايا إعادة التدوير، لم يتم تطوير هذه العملية ونشرها على نطاق أوسع، إلا أن هذه العملية لا تزال تطبق على نطاق صغير في أماكن مثل المدارس والمنازل، ولكنها لم تستخدم بالكامل في الصناعات المحلية أو على نطاق واسع.  على المستوى العالمي، الحفاظ على الأشجار في المدارس لا يمكن أن يعوض التدمير الهائل للغابات وانسكاب النفط في الصناعات.